# 謝淑亞
謝淑亞（1960年6月28日—），臺灣中國國民黨政治人物，現任雲林縣副縣長，曾任古坑鄉鄉長、雲林縣議員、雲林縣農會總幹事及斗六市市長。2020年，曾以副縣長之姿代表國民黨參選山線立委選舉，但因起步晚及大環境因素而不敵挑戰四連霸的民進黨立委劉建國，吞下從政以來的首場敗仗。

## 個人與家庭背景
謝淑亞生於嘉義縣布袋鎮。東吳大學英文學系畢業後，進入宏碁電腦，負責公司的電腦行銷業務。與大學同學廖文皓結為連理後，成為雲林媳婦。1997年，雲林縣議員廖文皓（故立法委員廖福本之子），因急症病逝，享年38歲。 謝淑亞繼承亡夫職志，於1998年參選古坑鄉長，展開為民服務的政治生涯。
謝淑亞於2015年榮獲東吳大學第四屆傑出校友。

## 政治參與

### 古坑鄉鄉長
1998年1月24日全國鄉鎮市長選舉，政治素人謝淑亞首次參選，競選雲林縣古坑鄉鄉長。參選人共4名。謝淑亞以43%得票率當選鄉長。
2002年全國鄉鎮市長選舉，謝淑亞競選連任。參選人共3名。謝淑亞以62%得票率連任古坑鄉長成功。

### 雲林縣議員
2005年雲林縣議員選舉，謝淑亞於第二選區（斗南、古坑、大埤）參選。該選區應選6名，參選10名。謝淑亞以7,966票，第一高票當選縣議員。

### 雲林縣農會總幹事
2009年時任縣議員的謝淑亞，獲聘擔任雲林縣農會總幹事。

### 斗六市市長
2011年斗六市市長補選，雲林縣農會總幹事謝淑亞於選前58天臨時受徵召參選，對決備戰兩年的民主進步黨提名候選人、曾任雲林縣政府工務局長及國民黨嘉義市與南投縣黨部主委的張聰明。謝淑亞以53%得票率競選成功，並於2011年9月10日就任斗六市市長。
2014年九合一選舉，謝淑亞競選連任斗六市市長。競爭對手為民主進步黨提名候選人、斗六市民代表會主席許百芳。謝淑亞以55%得票率贏得選舉。

### 雲林縣副縣長
2018年九合一地方公職人員選舉，謝淑亞原擬參選雲林縣議員，籲請選民為她在斗六市長兩任任期的施政表現打分數。然而在國民黨提名雲林縣長參選人張麗善力邀下，於七月分宣布以副手身分和張麗善搭檔參選雲林縣正副縣長，挑戰民進黨籍時任縣長李進勇。11月24日，張麗善勝選。民進黨結束在雲林縣13年的連續執政。12月25日，張麗善與謝淑亞就任雲林縣正、副縣長。

### 2020年中華民國立法委員選舉
自2019年初，地方基層即積極舉薦與勸進謝淑亞參選雲林縣山線立委。 然而謝淑亞一再表示沒有意願，並向黨回應，團結才是勝選最重要的關鍵，人選不是非她不可。   8月5日，國民黨吳敦義主席於中央黨部會見謝淑亞，親自懇託。謝以「不在自己的生涯規劃」，並未點頭，僅允諾會慎重考慮。黨務人士希望謝以大局為重。8月7日，謝表示因基層的聲音，同意接受國民黨徵召。但最後謝淑亞仍敗於民進黨現任立委劉建國，雖該選取落後民進黨票數已達2009年以來最小差距，但仍輸三萬多票，選區內各鄉鎮全盤皆墨，僅曾執政的斗六和古坑小輸。

## 主要政績
- 在擔任古坑鄉長時成功打造「古坑綠色隧道」及「國際古坑咖啡節」。

## 選舉紀錄
| 年度 | 選舉屆數               | 選舉區           | 所屬政黨   | 得票數 | 得票率 | 當選標記 | 備註 |
| ---- | ---------------------- | ---------------- | ---------- | ------ | ------ | -------- | ---- |
| 1998 | 第十三屆古坑鄉鄉長選舉 | 雲林縣古坑鄉     | 中國國民黨 | 8,320  | 42.95% |          |      |
| 2002 | 第十四屆古坑鄉鄉長選舉 | 雲林縣古坑鄉     | 中國國民黨 | 10,315 | 62.04% |          |      |
| 2005 | 第十六屆雲林縣議員選舉 | 雲林縣第二選舉區 | 中國國民黨 | 7,966  | 14.69% |          |      |
| 2011 | 第九屆斗六市市長補選   | 雲林縣斗六市     | 中國國民黨 | 19,215 | 52.78% |          |      |
| 2014 | 第十屆斗六市市長選舉   | 雲林縣斗六市     | 中國國民黨 | 31,440 | 54.96% |          |      |
| 2020 | 第十屆立法委員選舉     | 雲林縣第二選舉區 | 中國國民黨 | 82,150 | 39.40% |          |      |

## 外部連結
- 謝淑亞的Facebook專頁
- YouTube上的謝淑亞頻道

| 政府职务                           | 政府职务                                              | 政府职务      |
| ---------------------------------- | ----------------------------------------------------- | ------------- |
| 雲林縣古坑鄉公所                   |                                                       |               |
| 前任： 黃燦昭                      | 古坑鄉鄉長 第十三、十四屆 1998年3月1日－2006年2月28日 | 繼任： 林慧如 |
| 雲林縣斗六市公所                   |                                                       |               |
| 前任： 許根尉（代理） 正任：簡明欽 | 斗六市市長 第九、十屆 2011年9月10日－2018年12月25日   | 繼任： 林聖爵 |